# Кючюкбаккалкьой (станція метро)
40°58′44″ пн. ш. 29°06′42″ сх. д. / 40.978935099746° пн. ш. 29.111798661907° сх. д.
Кючюкбаккалкьой (тур. Küçükbakkalköy) — проміжна метростанція на лінії М8 Стамбульського метро.  
Станція розташована у мікрорайоні Кючюкбаккалкьой, Аташехір, Стамбул, Туреччина.
Станцію було відкрито 6 січня 2023

Конструкція: пілонна станція з укороченим центральним залом (глибина закладення — 31 м) типу горизонтальний ліфт
Пересадки
- Автобуси: 10, 10A, 11T, 13AB, 14A, 14AK, 14CE, 14ÇK, 14S, 19ES, 19FS, 19SB, 19K, 19S, 19T, 19V, 19Y, 319, 320A, 320Y, KM46;
- Маршрутки: 
  - Кадикьой - Ферхатпаша,
  - Бостанджи - Дудуллу,
  - Бостанджи - Кайишдаги - Дудуллу,
  - Бостанджи - Тавукчу-Йолу - Дудуллу

| Попередня станція      | Лінія | Лінія                           | Лінія | Наступна станція        |
| ---------------------- | ----- | ------------------------------- | ----- | ----------------------- |
| Коз'ятаги до Бостанджи |       | M8 (Стамбульський метрополітен) |       | Ічеренкьой до Парселлер |